# Battaglia di Imphal
La battaglia di Imphal ebbe luogo nella regione intorno all'omonima città, capitale dello stato di Manipur, nell'India nordorientale, da marzo a luglio del 1944. I giapponesi tentarono di distruggere le forze alleate a Imphal per invadere l'India, ma furono respinti in Birmania con pesanti perdite. Insieme alla simultanea battaglia di Kohima sulla strada dove le forze alleate circondate a Imphal furono salvate, la battaglia fu il punto di svolta della campagna della Birmania, parte del teatro del sud-est asiatico della seconda guerra mondiale. La sconfitta a Kohima e Imphal fu la più grande sconfitta fino a quella data nella storia giapponese, con migliaia di soldati giapponesi uccisi dalla fame, dalle malattie e dalla stanchezza durante la ritirata.

## Contesto storico

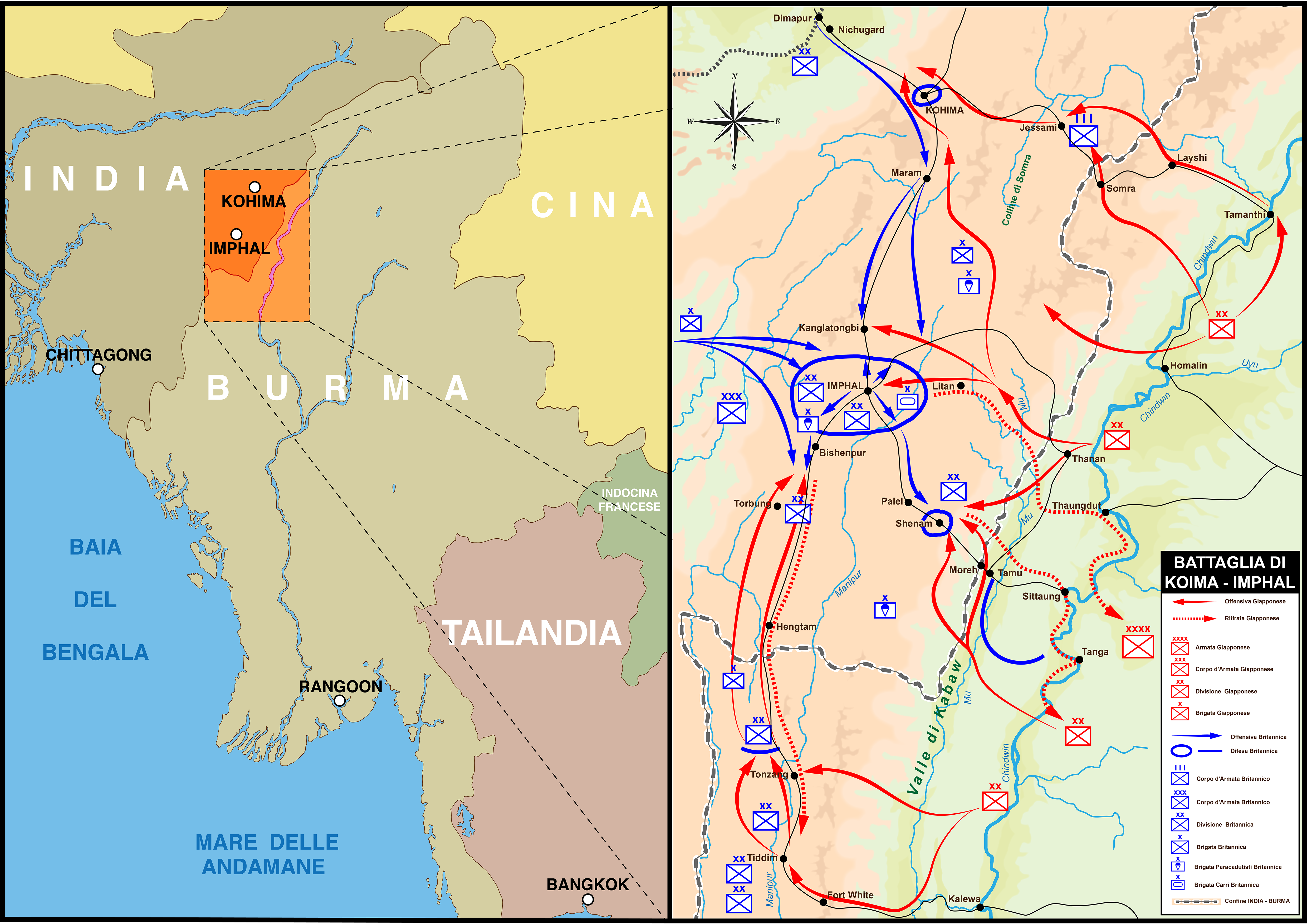
Direttrici dell'attacco giapponese contro Imphal e Kohima

Nel 1942, dopo la vittoriosa conquista delle colonie britanniche di Hong Kong, Malaysia e Singapore, il Giappone iniziò l'invasione della Birmania, con la conseguente disastrosa sconfitta alleata (il ritiro delle forze britanniche nel Sud-est asiatico fu la più grande rotta nella storia del British Army). Tale conquista mise in pericolo la stessa India britannica e le vie che rifornivano l'esercito cinese.
Non ci furono ulteriori progressi in Birmania, ma gradualmente la situazione mutò in favore degli Alleati (inclusi soldati indiani e ghurka); la Royal Air Force (RAF) prese il controllo dei cieli birmani, mentre le truppe di terra si rafforzavano. Un'eventuale conquista dell'India nordorientale avrebbe privato gli Alleati delle loro basi di rifornimento e avrebbe dato il predominio dell'area ai giapponesi.

## Strategia giapponese
Il generale Renya Mutaguchi, comandante della 15ª Armata e ideatore dell'Operazione U-Go, intendeva prendere Imphal per usarla come ponte d'invasione nella valle del Brahmaputra per tagliare le linee di comunicazione delle forze alleate nel nord della Birmania, impedendo così ai britannici di rifornire le forze della Repubblica di Cina. Subhas Chandra Bose, presidente del Governo dell'India Libera, insistette sul fatto che le sue truppe dell'Esercito nazionale indiano accompagnassero i giapponesi nella loro offensiva sul suolo indiano.
A febbraio le truppe giapponesi lanciarono un'offensiva senza successo contro l'esercito indiano-britannico in Birmania. I Chindits organizzarono nuovi scioperi e a Mutaguchi fu consigliato da diversi ufficiali di non attuare l'offensiva in India, perché avrebbe probabilmente spogliato il fronte birmano, ma il generale ignorò queste opinioni.

## Attacco giapponese
L'8 marzo i giapponesi attaccarono lungo il fiume Chindwin, cogliendo di sorpresa i britannici, che erano stati avvertiti dell'offensiva ma che si aspettavano sarebbe stata attuata in seguito. Il 25 marzo il maggior generale Douglas Gracey dell'esercito indiano fu costretto a rinunciare alla difesa delle località di Tamu e Moreh. La sua divisione fu in grado di far ritirare senza troppe difficoltà alcune truppe giapponesi ancora stanziate nel nord della Birmania poiché impegnate contro i Chindits.
A sud della pianura di Imphal, i giapponesi riuscirono a conquistare le posizioni indiane, ma a costo di pesanti perdite. Alla fine di marzo, la brigata Subhas dell'esercito nazionale indiano conquistò le Colline Chin.
All'inizio di aprile l'esercito giapponese attaccò di nuovo la pianura di Imphal su diversi fronti, ma incontrò una fiera resistenza da parte dei britannici.

## Contrattacco e vittoria alleata
All'inizio di maggio i giapponesi erano esausti e privi di equipaggiamenti. Anche la 31ª Divisione, che aveva combattuto nella battaglia di Kohima, non era in condizioni migliori. I britannici organizzarono una controffensiva a nord e sud di Imphal. Il tenente colonnello Nobuo Tanaka prese il comando della 33ª Divisione giapponese alla fine di maggio e ordinò nuove offensive, che si rivelarono inconcludenti e molto costose in vite umane. A giugno ricevettero il rinforzo di nuovi reggimenti di carri armati. Alla fine di maggio, però, la situazione per i giapponesi sembrava disperata, ma Mutaguchi ordinò lo stesso alla 31ª Divisione, che si era ritirata da Kohima, di impegnarsi in una nuova offensiva su Imphal. I soldati, malati e sfiniti, non erano più in grado di combattere e molti disertarono in massa. Il 3 luglio finalmente fu ordinato un ritiro che segnò la fine dell'offensiva sul suolo indiano, conclusasi in un completo fallimento.

## Conseguenze
Le perdite furono estremamente gravi per entrambe le parti (più di 17 000 uccisi e feriti da parte britannica e più di 50 000 da parte giapponese), ma, a differenza dei britannici, le perdite giapponesi non furono mai risanate e quindi la battaglia di Imphal fu l'ultima offensiva di grande portata lanciata contro le forze britanniche attraverso la Birmania.
Sebbene sia poco conosciuta, questa battaglia ebbe un peso enorme nel determinare la sconfitta giapponese in Birmania, con la conseguente riconquista della nazione; per questo molti storici la considerano una delle battaglie più importanti di tutta la seconda guerra mondiale, accostandola alla seconda battaglia di El Alamein e alla battaglia di Stalingrado. Questo anche solo per il fatto che si trattò della più grande sconfitta nella storia dell'esercito giapponese fino ad allora.
Sulle battaglie di Imphal e Kohima, Louis Mountbatten, ammiraglio e statista britannico, in seguito avrebbe detto:
«Probabilmente tra le più grandi battaglie della storia ... furono come le Termopili indo-britanniche».

## Cimitero di guerra e "Museo della pace"
Dopo la guerra, la Commonwealth War Graves Commission istituì cimiteri a Imphal e Kohima per commemorare i soldati britannici e indiani che erano morti durante la Seconda guerra mondiale.
Nel 2019, insieme alla Nippon Fundation (TFN), il governo del Manipur ha aperto il Museo della pace di Imphal in commemorazione della battaglia e dei caduti.